# فرانك ديكسون
فرانك ديكسون هو لاعب اللاكروس كندي، ولد في 1 أبريل 1878 في سانت كاثرينز في كندا، وتوفي بنفس المكان في 29 نوفمبر 1932.

## وصلات خارجية
- فرانك ديكسون على موقع أوليمبيديا (الإنجليزية)